# 朗莱夫
朗莱夫（法語：Lanleff，法語發音：[lɑ̃lɛf]）是法国阿摩尔滨海省的一个市镇，位于该省中北部，属于圣布里厄区。

## 地理
朗莱夫（48°41'34"N, 3°2'40"W）面积2.16 平方千米，位于法国布列塔尼大區阿摩尔滨海省，该省份为法国西北部沿海省份，位于布列塔尼半岛北部，北濒大西洋英吉利海峡，西接菲尼斯泰尔省，南至莫尔比昂省，东临伊勒-维莱讷省。
与朗莱夫接壤的市镇（或旧市镇、城区）包括：勒法韦特、普莱埃代勒、康佩尔盖泽内克、特雷梅旺、伊维亚斯。

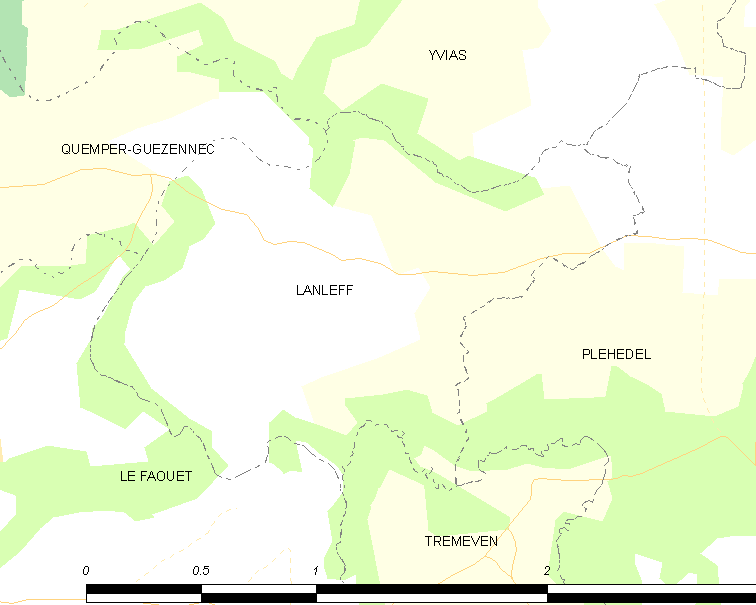
朗莱夫的OSM定位图

朗莱夫的时区为UTC+01:00、UTC+02:00（夏令时）。

## 行政
朗莱夫的邮政编码为22290，INSEE市镇编码为22108。

## 政治
朗莱夫所属的省级选区为潘波勒县。

## 人口

1962-2008年间朗莱夫人口变化图示

朗莱夫于2022年1月1日时的人口数量为121人。